# God Defend New Zealand
God Defend New Zealand (en anglès, traduïble com a 'Deu Defensa Nova Zelanda') o Aotearoa (en maori, traduïble com a 'Nova Zelanda') és un dels dos himnes nacionals de Nova Zelanda.

## Lletra de l'himne en català
Lletra en català:
Oh Senyor, Deu

De tots els homes

Escolta'ns

Aprecia'ns

Que floreixi el bé

Que flueixin les teves benediccions

Defensa

Nova Zelanda

Deu de les nacions als teus peus

Ens trobem en llaços d'amor

Escolta les nostres veus, et preguem

Deu defensa la nostra terra lliure

Protegeix la triple estrella del Pacífic

De les astes del conflicte i de la guerra

Fes que les seves lloances siguin escoltades des de lluny

Deu defensa Nova Zelanda